# 士林神農宮
25°05′52″N 121°31′35″E / 25.097907°N 121.526316°E
士林神農宮，舊稱芝蘭廟，是位於臺灣臺北市士林區舊佳里的廟宇，原先是土地祠後改為神農廟，今建築為臺北市定古蹟。

## 地方發展
康熙四十八年（1709年）到康熙六十一年（1722年）間，漳州人集資在士林下樹林埔，興建下樹林埔福德祠。乾隆六年（1741年）因基隆河大水患，漳州移民遂遷移到現在的士林舊街。廟董李應連、賴玉倉、曹朝昭、吳廷誥、黃必興、黃福文、林禹言、郭光鎮和張國瑞等地方士便發起募捐集資遷地重建福德祠，並改名為「芝蘭廟」。
乾隆五十四年（1789年），樑棟傾斜，吳門李氏發心令其子吳勤邀同廟首事和居民協議，在乾隆五十七年（1792年）再募款修建廟堂。嘉慶十七年（1812年）再行修建時，主神已改祀神農大帝，改名「神農宮」。
咸豐九年（1859年），漳泉械鬥，大龍峒、社子島一帶的泉州人來此將士林舊街焚燒殆盡，事後由潘永清等人倡議重建，以此廟為地方文化中心，廟前方設大廟埕以供農牧交易場所，廟四周規畫方型路道，為今日的大東、大西、大南及大北街。該廟也與士林慈諴宮、芝山岩惠濟宮並稱士林三大廟。
今址為士林前街74號。

## 列為古蹟

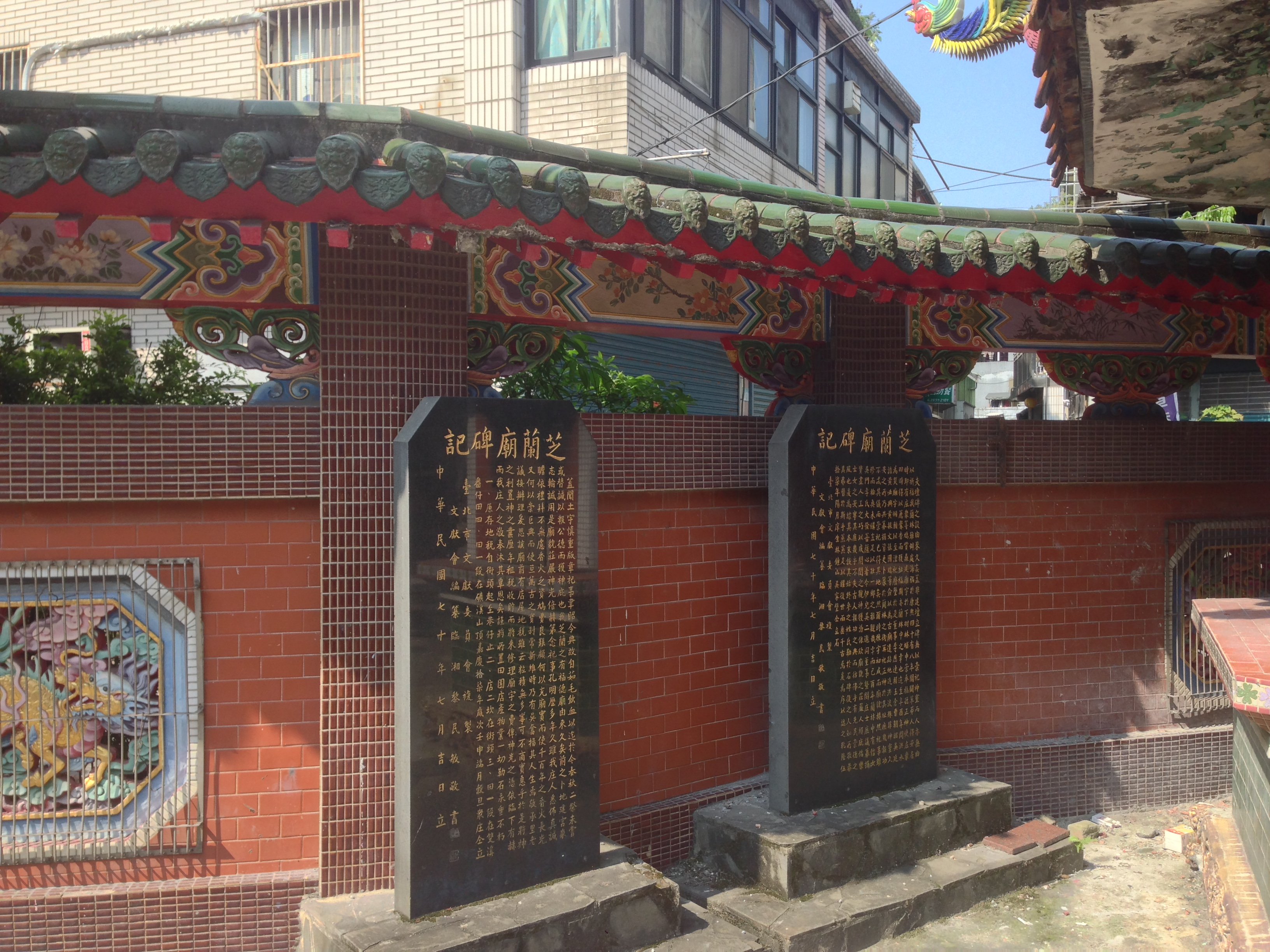
芝蘭廟碑記

1966年後，神農宮數度增建整修，廟中石梁保存仍完善，且出自陳專友、張火廣等名匠之手，且正殿維持日治時期牆面設計。廟方還保存當初的福德正神像、開基神農，乾隆、嘉慶、道光年間古碑，咸豐年間香爐，以及木製長生祿位等古物。1981年間曾名列三級古蹟，但複查時，因殿前木刻已全部油漆刷新、龍柱也改用大理石等，被取消古蹟資格。1985年11月26日，公告解除古蹟列管。1988年11月3日，市府民政局來此進行古蹟評鑑。2005年1月24日，公告登錄為歷史建築。2015年10月27日，台北市文資會第74次會議委員決議，再度列為古蹟。

## 祭祀活動
開基的神農大帝神像是嘉慶年從唭哩岸一帶請來。信徒過去以風調雨順、莊稼豐收，後因士林成為工商地區，現代信徒多向有「藥王」之稱的神農祈求身體健康。
元宵時分，舊佳里民眾會在廟埕舉行「戲土地公」的傳統民俗。

## 其他重點祭祀活動
- 農曆正月17至18日前往北港朝天宮進香。

- 農曆2月2日福德正神聖誕千秋舉行誦經、演戲、乞龜儀式。

- 農曆3月擇日前往松柏嶺受天宮和圳堵朝清宮等廟進香。

- 農曆4月23日，恭迎關渡宮天上聖母列位正神遶境，祈求合境平安。

- 農曆4月26日神農大帝聖誕千秋舉行誦經演戲

- 農曆6月擇日前往礁溪協天廟進香。

- 農曆6月12日舊街有應公媽廟祭典下午於有應公媽廟前普施。

2020年農曆12月19日適逢神農宮建廟280週年，「首度」鎮殿神農大帝出巡每40週年才舉辦一次大型的繞境活動。許多當地居民與信徒都一起來參與、祈福平安。

## 外部連結
- 官方网站
- 士林神農宮的Facebook專頁